# 岩泉球場
岩泉球場（いわいずみきゅうじょう）は、岩手県下閉伊郡岩泉町にある野球場である。愛称は「楽天イーグルス岩泉球場」。

## 歴史
1993年（平成5年）完成。
2007年（平成19年）11月、東北楽天ゴールデンイーグルスが、東北地方の各地域における同球団の応援ムード醸成とその地域における野球の普及を進める取組み「フィールドサポート・プログラム」の一環として、当球場の愛称を「楽天イーグルス岩泉球場」と命名。同プログラムにより「楽天イーグルス」を冠した愛称の野球場としては2例目となった。
2016年（平成28年）8月、台風10号に伴う小本川の増水によってグラウンドが冠水し、泥が約50 cm堆積する被害を受けた。同年に開催された希望郷いわて国体の軟式野球競技会場として使用予定だったが、岩泉町は当球場での試合開催を断念し、当球場で開催予定だった試合は葛巻町と軽米町の球場に振り分けられた。

## プロ野球開催実績
以下のイースタン・リーグ公式戦が当球場で開催されている。
- 2008年（平成20年）8月16日：楽天対埼玉西武ライオンズ16回戦。楽天が15-7で勝利[5]。
- 2019年（令和元年）8月12日：楽天対読売ジャイアンツ（巨人）14回戦。巨人が10-6で勝利[6]。

## 交通
- 三陸鉄道リアス線岩泉小本駅より岩泉町民バス「岩泉消防署前」行で「道の駅いわいずみ」下車。